# AniKa Dąbrowska

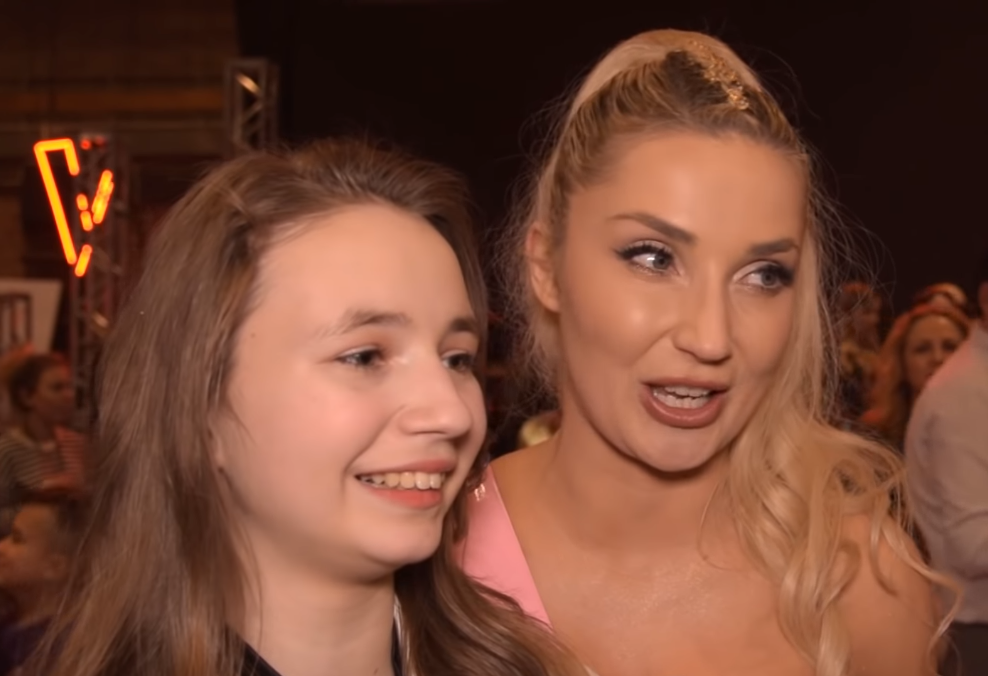
Dąbrowska oraz Cleo po finale 2. edycji The Voice Kids.

AniKa Dąbrowska, właśc. Anna Maria Dąbrowska (ur. 3 lutego 2005 w Wesołej) – polska piosenkarka, autorka tekstów i kompozytorka popowa. Zwyciężczyni drugiej edycji programu rozrywkowego TVP2 The Voice Kids (2019).

## Życiorys
Jest córką Jarosława i Magdaleny Dąbrowskich. Ma młodszą siostrę Alicję i starszego brata Jakuba. Razem z siostrą cierpi na mukowiscydozę. Ukończyła Szkołę Podstawową im. J. Piłsudskiego w Wesołej i Szkołę Muzyczną I stopnia w Dynowie w klasie fortepianowej. Jest uczennicą Centrum Sztuki Wokalnej w Rzeszowie oraz Liceum Ogólnokształcącego im. Komisji Edukacji Narodowej w Dynowie.
Występy sceniczne rozpoczęła w 2012. Uczestniczyła w konkursach muzycznych na szczeblu lokalnym, a następnie również ogólnopolskim. Wśród nich przełomowym okazał się udział, a następnie wygrana w finale Festiwalu Zaczarowanej Piosenki w Krakowie w 2015. W tym samym roku wygrała XX Festiwal Kultury „Razem we wspólnej Europie” w Monachium. 15 października 2016 wzięła udział w finale Krajowych Eliminacji do Konkursu Piosenki Eurowizji dla Dzieci 2016, w których wykonała autorską piosenkę „Fryzurka”.
Pod koniec 2018 wzięła udział w przesłuchaniach do drugiej edycji programu TVP2 The Voice Kids. Podczas „przesłuchań w ciemno” zaśpiewała piosenkę Christiny Aguilery „Hurt” i awansowała do kolejnego etapu, dołączając do drużyny Cleo. Zdobywszy uznanie trenerów, ostatecznie zakwalifikowała się do odcinków na żywo, a następnie – do finału, w którym zajęła pierwsze miejsce w głosowaniu telewidzów, a w ramach nagrody podpisała kontrakt płytowy z Universal Music Polska. 28 lipca 2019 z piosenką „Małe skrzydła” wystąpiła w Redzie w ramach trasy koncertowej „Lato, Muzyka, Zabawa – Wakacyjna Trasa Dwójki” organizowanej przez TVP2. 16 sierpnia zadebiutowała, po uprzedniej nominacji, na deskach Opery Leśnej w Sopocie podczas finału konkursu „Young Choice Awards”. Finał ten stanowił czwarty dzień Sopot Top Of The TOP Festival organizowanego przez telewizję TVN. 18 października wydała utwór „Oddycham chwilą”, a 7 grudnia – piosenkę świąteczną „Daj coś od siebie”. Również w 2019 na swoim profilu w serwisie YouTube prowadziła cykl Pod Lupą, w którym odpowiadała na pytania widzów. Od 1 listopada udziela się na kanale YouTube „Studio Tymbark”, należącym do producenta soków Tymbark, w którym wraz z innymi youtuberami nagrywa filmy o tematyce młodzieżowej.
1 stycznia 2020 w trzeciej edycji programu The Voice Kids zaśpiewała premierową piosenkę „Do Gwiazd”, do której zrealizowała teledysk. 22 lutego 2020 zaprezentowała w serwisie YouTube teledysk do utworu „Małe skrzydła”, wcześniej wydała wersję akustyczną piosenki. Również w lutym została nominowana do nagrody plebiscytu Nickelodeon Kids’ Choice Awards w kategorii „Ulubiona polska gwiazda”, a 13 marca wydała utwór „Miłość”. 30 maja premierę miał jej utwór „To co ważne”, wspierający akcję „Lubię!, #niehejtuje” poświęconą walce z hejtem w internecie. W lutym 2023 wydała pierwszy niezależny singiel „Toast (za miłość)”, a w kwietniu – „Schemat”, w czerwcu „Piekło w niebie” oraz we wrześniu „Moment”, które umieściła na swym trzecim na albumie pt. Ultimatum, wydanym 29 września.

## Dyskografia

### Albumy studyjne
| Rok  | Dane dot. albumu | Najwyższa pozycja na liście |
| Rok  | Dane dot. albumu | POL                         |
| ---- | --- | --------------------------- |
| 2020 | Afirmacja - Wydany: 26 czerwca 2020 - Wytwórnia: Universal Music Polska - Format: CD, digital download, streaming                  | 18                          |
| 2021 | Póki co - Wydany: 3 grudnia 2021 - Wytwórnia: Universal Music Polska - Format: CD, digital download, streaming                     | –                           |
| 2023 | Ultimatum - Wydany: 29 września 2023 - Wytwórnia: wydanie własne (dystrybutor: e-Muzyka) - Format: CD, digital download, streaming |                             |

### Single
| Rok                                                      | Tytuł                                             | Najwyższe pozycje na listach | Najwyższe pozycje na listach | Certyfikat         | Sprzedaż       | Album     |
| Rok                                                      | Tytuł                                             | POL (airplay)                | POL (airplay nowości)        | Certyfikat         | Sprzedaż       | Album     |
| -------------------------------------------------------- | ------------------------------------------------- | ---------------------------- | ---------------------------- | ------------------ | -------------- | --------- |
| 2016                                                     | „Fryzurka”                                        | –                            | –                            | brak               | brak danych    | –         |
| 2019                                                     | „To co ważne” (oraz Carla Fernandes, Adam Kubera) | –                            | –                            | brak               | brak danych    | –         |
| 2019                                                     | „Małe skrzydła”                                   | –                            | –                            | - POL: złota płyta | - POL: 10 000+ | Afirmacja |
| 2019                                                     | „Daj coś od siebie”                               | –                            | –                            | brak               | brak danych    | –         |
| 2019                                                     | „Oddycham chwilą”                                 | –                            | –                            | brak               | brak danych    | Afirmacja |
| 2020                                                     | „Do gwiazd”                                       | –                            | –                            | brak               | brak danych    | Afirmacja |
| 2020                                                     | „Miłość”                                          | 41                           | 3                            | brak               | brak danych    | Afirmacja |
| 2020                                                     | „Nawet jeśli jutra nie ma”                        | –                            | –                            | brak               | brak danych    | Afirmacja |
| 2021                                                     | „Przyjaciółka”                                    | –                            | –                            | brak               | brak danych    | Póki co   |
| 2021                                                     | „Głosy”                                           | –                            | –                            | brak               | brak danych    | Póki co   |
| 2021                                                     | „Nieważne”                                        | –                            | –                            | brak               | brak danych    | Póki co   |
| 2022                                                     | „Lecę” (oraz Sara James i Marcin Maciejczak)      | –                            | –                            | brak               | brak danych    | –         |
| 2023                                                     | „Toast (za miłość)”                               | –                            | –                            | brak               | brak danych    | Ultimatum |
| 2023                                                     | „Schemat”                                         | –                            | –                            | brak               | brak danych    | Ultimatum |
| 2023                                                     | „Piekło w niebie”                                 | –                            | –                            | brak               | brak danych    | Ultimatum |
| 2023                                                     | „Moment”                                          | –                            | –                            |                    |                | Ultimatum |
| „–” oznacza, że singel nie był notowany na danej liście. |                                                   |                              |                              |                    |                |           |

## Nagrody i nominacje
| Rok  | Konkurs                         | Kategoria               | Rezultat  | Źr.    |
| ---- | ------------------------------- | ----------------------- | --------- | ------ |
| 2019 | The Voice Kids                  | II edycja               | Wygrana   | [ 27 ] |
| 2019 | Plebiscyt Party.pl              | Gwiazda Young Party.pl  | Nominacja | [ 28 ] |
| 2019 | Top Of The Top Sopot Festival   | Young Choice Awards     | Nominacja | [ 29 ] |
| 2019 | Plebiscyt Super Expressu        | Top Gwiazda Internetu   | Nominacja | [ 30 ] |
| 2020 | Nickelodeon Kids’ Choice Awards | Ulubiona Polska Gwiazda | Nominacja | [ 31 ] |